# 包拉杜
包拉杜（義大利語：Bauladu），是意大利奥里斯塔诺省的一个市镇。总面积24.21平方公里，人口723人，人口密度29.9人/平方公里（2009年）。ISTAT代码为095013。